# Ostrinia putzufangensis
Ostrinia putzufangensis là một loài bướm đêm trong họ Crambidae.